# 陳氏洋房
陳氏洋房位於重慶市沙坪壩區鳳凰鎮威靈寺村，文物遺址年代為清末，2009年12月15日列為第二批重慶市文物保護單位。